# David Hoogsteen
David Hoogsteen (* 10. November 1974 in Thunder Bay, Ontario) ist ein ehemaliger niederländisch-kanadischer Eishockeyspieler, der in seiner aktiven Zeit von 1992 bis 2004 unter anderem für die Richmond Renegades und Trenton Titans in der East Coast Hockey League gespielt hat. Sein älterer Bruder Kevin war ebenfalls ein professioneller Eishockeyspieler. 

## Karriere
David Hoogsteen begann seine Karriere als Eishockeyspieler im Juniorenteam Thunder Bay Flyers, für das er von 1992 bis 1995 in der United States Hockey League aktiv war, wobei er 1995 zum Stürmer des Jahres der Liga gewählt wurde. Anschließend besuchte er vier Jahre lang für die Mannschaft der University of North Dakota, für deren Eishockeymannschaft der Flügelspieler parallel in der National Collegiate Athletic Association spielte. 1997 wurde er dabei zum MVP der Western Collegiate Hockey Association ernannt. Zu Beginn der Saison 1999/2000 wechselte der Kanadier mit niederländischem Pass zum  EHC Straubing aus der Oberliga Süd. Nach nur acht Spielen verließ er die Bayern allerdings schon wieder, um die Spielzeit bei den Richmond Renegades und Trenton Titans in der East Coast Hockey League zu beenden. 
Von 2000 bis 2002 stand Hoogsteen je eine Spielzeit lang bei Fayetteville Force aus der Central Hockey League und den Rockford IceHogs aus der United Hockey League unter Vertrag. Daraufhin unterschrieb er bei den Amstel Tijgers Amsterdam aus der niederländischen Eredivisie. Mit diesen gewann er 2003 und 2004 jeweils die nationale Meisterschaft und den niederländischen Pokalwettbewerb. Zu den Erfolgen trug der Linksschütze als Topscorer der Eredivisie-Hauptrunde in der Saison 2002/03 und als Topscorer sowie bester Torschütze der Playoffs in der Saison 2003/04 maßgeblich bei. 2004 war er zudem Topscorer des niederländischen Pokalwettbewerbs. Im Anschluss an seine Zeit bei den Amstel Tijgers beendete er im Alter von 30 Jahren seine Karriere.

## Erfolge und Auszeichnungen
| - 1995 USHL Stürmer des Jahres - 1997 WCHA Tournament MVP - 2003 Niederländischer Meister mit den Amstel Tijgers Amsterdam - 2003 Topscorer der Eredivisie - 2003 Bester Torschütze der Eredivisie - 2003 Niederländischer Pokalsieger mit den Amstel Tijgers Amsterdam | - 2004 Niederländischer Meister mit den Amstel Tijgers Amsterdam - 2004 Topscorer der Eredivisie-Playoffs - 2004 Bester Torschütze der Eredivisie-Playoffs - 2004 Niederländischer Pokalsieger mit dem Amstel Tijgers Amsterdam - 2004 Topscorer des niederländischen Pokals |